# ویلسی‌ویل (کالیفرنیا)
ویلسی‌ویل (به انگلیسی: Wilseyville) یک منطقهٔ مسکونی در ایالات متحده آمریکا است که در شهرستان کالاوراس، کالیفرنیا واقع شده‌است. ویلسی‌ویل ۸۴۴ متر بالاتر از سطح دریا واقع شده‌است.